# 乌拉赫公爵

乌拉赫公爵纹章

乌拉赫公爵（德語：Herzog von Urach）是1867年符騰堡王國创制的贵族头衔，此头衔持有者亦为符騰堡王朝乌拉赫分支首领。

## 家族
第一代乌拉赫公爵威廉的祖父是符腾堡公爵腓特烈二世·欧根。腓特烈二世·欧根的长子是符腾堡国王腓特烈一世，四子符腾堡的威廉·腓特烈·菲利普公爵就是乌拉赫公爵威廉的父亲。因为威廉·腓特烈·菲利普公爵的婚姻是贵贱通婚，所以其后代失去了对符腾堡王位的继承权。因此，腓特烈一世特别为侄子设立了这一爵位。因威廉的第一任妻子泰奥德兰德·德博阿尔内是法国人，他改宗了罗马天主教。第二任妻子是摩纳哥的弗罗尔斯丹妮公主，后来导致了1918年摩纳哥王位继承危机。
第二代乌拉赫公爵威廉·卡尔还曾于1918年收到立陶宛议会邀其就任立陶宛国王的请求，自称“明道加斯二世”。
该家族拥有利希滕斯坦城堡，城堡在1840年代由第一代乌拉赫公爵威廉重建。

## 称呼
公爵本人称为“乌拉赫公爵”（Herzog von Urach），配偶称为“公爵夫人”（Herzogin），公爵之子称“乌拉赫的某某王子”（Fürst von Urach）。家族中所有男性成员称“符腾堡的某某伯爵”（Graf von Württemberg）。

## 历代乌拉赫公爵
- 第一代乌拉赫公爵威廉（1810-1869）
- 第二代乌拉赫公爵威廉·卡尔（1864-1928）
- 第三代烏拉赫公爵卡爾·格洛（1899-1981）
- 第四代乌拉赫公爵卡尔·安塞尔姆（1955年出生，因1991年与平民结婚而宣布放弃公爵称号）
- 第五代乌拉赫公爵威廉·阿尔伯特（1957年出生）
  - 继承人：乌拉赫的卡尔·菲利普王子（1992年出生）